# Azzi Fudd
Azzi Jazlyn Fudd, née le 11 novembre 2002 à Arlington en Virginie, est une joueuse américaine de basket-ball universitaire évoluant au poste d'arrière. Elle joue pour les Huskies du Connecticut au sein de la Big East Conference. Considérée comme la meilleure recrue de sa classe par ESPN, Fudd est nommée Gatorade National Player of the Year (meilleure joueuse lycéenne de l'année) en 2019. Elle remporte trois médailles d'or avec les États-Unis en compétitions internationales FIBA jeunes.

## Jeunesse et carrière au lycée
Azura Breeona Fudd naît le 11 novembre 2002 à Arlington, en Virginie. Ses deux parents, Katie et Tim Fudd, ont joué au basket-ball au niveau universitaire. Elle commence à jouer au basket-ball dès son plus jeune âge et s'entraîne souvent avec son frère aîné. Fudd admire Maya Moore et Elena Delle Donne. Elle est surnommée « Azzi » (prononcé « AY-zee ») en référence au personnage joué par Jennifer Azzi dans le film Space Jam.
Fudd fréquente le lycée St. John's College High School à Washington D.C., où elle devient la première étudiante de deuxième année (sophomore) à remporter le titre de Gatorade National Player of the Year en 2019, après avoir mené son équipe à un bilan de 35 victoires pour 1 défaite et au titre de la Washington Catholic Athletic Conference. Au cours de cette saison, elle affiche des moyennes de 26,3 points, 6,2 rebonds et 2,5 passes décisives par match. Elle développe une relation de mentorat avec Stephen Curry après avoir participé à son camp d'entraînement SC30 Select Camp.
En avril 2019, lors du championnat USA Basketball 3x3 U18, elle se déchire le ligament croisé antérieur (LCA) et le ménisque du genou droit. Elle manque sa saison junior complète au lycée en raison de cette blessure. En tant que senior, elle revient sur les terrains mais sa saison est écourtée par la pandémie de Covid-19. Elle est sélectionnée pour participer aux matchs McDonald's All-American Game et Jordan Brand Classic, mais ces deux événements sont annulés en raison de la pandémie,.

## Carrière universitaire

### Recrutement
Fudd est considérée comme la recrue numéro un de la classe 2021 par ESPN. Le 11 novembre 2020, jour de son 18e anniversaire, elle annonce son engagement à jouer au basket-ball universitaire pour l'Université du Connecticut (UConn) entraînée par Geno Auriemma, préférant cette offre à celle de l'UCLA.

### Saison Freshman (2021-2022)
Azzi Fudd fait ses débuts universitaires le 14 novembre 2021, marquant sept points et réalisant trois passes décisives lors d'une victoire 95-80 contre les Razorbacks de l'Arkansas. Le 22 novembre, elle marque 18 points, tous sur des tirs à trois points, lors d'une victoire 95-50 contre les Vikings de l'USC Upstate. Elle est ensuite absente pendant près de deux mois en raison d'une blessure récurrente au pied droit. Le 26 janvier 2022, Fudd marque 25 points, son record de la saison, lors d'une victoire 75-57 contre l'Université DePaul. Elle égale ce record le 11 février contre la même équipe de DePaul, avec une victoire 84-60. Le 27 février, elle marque 24 points dans une victoire 73-58 contre les Friars de Providence. Fudd est nommée dans l'équipe All-Freshman de la Big East Conference. Elle aide UConn à atteindre la finale du tournoi NCAA, où elle marque 22 points lors d'une victoire 91-87 en double prolongation contre les Wolfpack de NC State en Elite Eight. Pour sa première saison, Fudd affiche des moyennes de 12,1 points, 2,7 rebonds et 1 passe décisive par match, tirant à 43 % à trois points.

### Saison Sophomore (2022-2023)
Entamant sa deuxième saison, Fudd est nommée dans l'équipe de pré-saison All-Big East et sur la liste de surveillance du Ann Meyers Drysdale Award,. Le 14 novembre 2022, elle marque 32 points, un record en carrière, lors d'une victoire 83-76 contre les Longhorns du Texas. Le 20 novembre, elle égale ce record de 32 points dans une victoire 91-69 contre les Wolfpack de NC State, alors classés numéro 5, ce qui lui vaut le titre de joueuse de la semaine de la Big East Conference,. Fudd subit une blessure au genou droit lors d'un match contre les Fighting Irish de Notre Dame le 4 décembre. Après avoir manqué huit matchs, elle revient le 11 janvier 2023. Cependant, elle aggrave sa blessure au genou lors de son deuxième match de retour contre les Hoyas de Georgetown et est de nouveau mise à l'écart. Fudd manque 13 matchs supplémentaires avant de revenir pour le tournoi de la Big East. Elle joue 15 matchs au cours de la saison, avec des moyennes de 15,1 points, 1,9 rebonds et 1,9 passes décisives par match. Elle est sélectionnée dans la deuxième équipe All-Big East.

### Saison Junior (2023-2024)
Le 14 novembre 2023, il est annoncé que Fudd manquera le reste de la saison 2023-2024 après s'être déchiré le ligament croisé antérieur (LCA) et le ménisque de son genou droit lors d'un entraînement. Elle n'a joué que deux matchs avant sa blessure, marquant 13 points contre les Flyers de Dayton et 6 points contre les Wolfpack de NC State.

## Carrière en équipe nationale
Fudd représente les États-Unis au Championnat des Amériques des moins de 16 ans 2017 à Buenos Aires, en Argentine. Elle obtient en moyenne 10 points (50 au total en 5 matchs) et 3,2 rebonds par match, aidant son équipe à remporter la médaille d'or et étant nommée dans l'équipe type du tournoi (All-Tournament Team). Elle mène l'équipe des États-Unis à la médaille d'or lors de la coupe du monde des moins de 17 ans 2018 à Minsk, en Biélorussie, avec des moyennes de 11 points (77 au total en 7 matchs) et 2,9 rebonds par match. Fudd remporte sa troisième médaille d'or avec les États-Unis de la Coupe du monde des moins de 19 ans 2021 à Debrecen, en Hongrie, où elle affiche des moyennes de 12,7 points (89 au total en 7 matchs), 3,9 passes décisives et 3,3 rebonds par match, et est à nouveau nommée dans l'équipe type du tournoi,.

## Vie personnelle
La mère d'Azzi Fudd, Katie (née Gerry), a joué au basket-ball pour les Wolfpack de NC State et les Hoyas de Georgetown, et a été sélectionnée au 14e tour de la Draft WNBA 2001 par les Monarchs de Sacramento. Son père, Tim Fudd, a joué pour les Eagles de l'American University. Elle a deux frères cadets, Jose et Thomas, et un frère aîné, Jon.
Fudd est en couple avec la joueuse de WNBA Paige Bueckers, qui était sa coéquipière à UConn et en équipe nationale jeune.

## Statistiques carrière

### Université
| Saison    | Équipe | MJ | MC | Min. | % Tir | % 3pts | % LF  | Reb. | Pad. | Int. | Ctr. | Pts. |
| --------- | ------ | -- | -- | ---- | ----- | ------ | ----- | ---- | ---- | ---- | ---- | ---- |
| 2021–2022 | UConn  | 25 | 17 | 27.9 | .457  | .430   | .912  | 2.7  | 1.0  | 1.0  | 0.5  | 12.1 |
| 2022–2023 | UConn  | 15 | 13 | 28.1 | .456  | .345   | .889  | 1.9  | 1.9  | 1.4  | 0.3  | 15.1 |
| 2023–2024 | UConn  | 2  | 2  | 29.0 | .333  | .308   | 1.000 | 2.0  | 2.0  | 1.5  | 0.5  | 9.5  |
| Carrière  |        | 42 | 32 | 28.0 | .452  | .394   | .902  | 2.3  | 1.5  | 1.2  | 0.4  | 13.1 |